# Rescue Me : Les Héros du 11 septembre
Rescue Me : Les Héros du 11 septembre (Rescue Me) est une série télévisée américaine de 93 épisodes de 43 minutes créée par Denis Leary et Peter Tolan et diffusée entre le 21 juillet 2004 et le 7 septembre 2011 sur FX.
En France, seules les deux premières saisons de la série ont été diffusées, à partir du 3 novembre 2005 sur Jimmy. Au Québec, la série est diffusée à partir du 4 juin 2009 sur Mystère (maintenant AddikTV), et en Belgique, sur BeTV.

## Synopsis
Cette série dramatique met en scène les membres de l'unité 62, une caserne de pompiers située à New York où font rage conflits et drames personnels, après le 11 septembre 2001. Au centre, Tommy Gavin, pompier vétéran, tourmenté par son métier et sa séparation d'avec sa femme, Janet. Ses peurs se manifestent à travers des conversations imaginaires avec les fantômes de son cousin Jimmy et d'anciens collègues (tous disparus le 11 septembre), ou de victimes qu'il a vu mourir dans des incendies mémorables.
À ses côtés dans l'unité 62 : le chef Jerry Reilly, surnommé « Le bon Chef », joueur invétéré. Sean Garrity, beau garçon, mais assez limité intellectuellement. Franco Rivera, d'origine portoricaine, homme à femmes et confident de Tommy, qui vit à cent à l'heure. Le lieutenant Kenny « Lou » Shea, poète à ses heures, pour canaliser ses émotions. Enfin, Mike Silletti, nouvelle recrue (« Bleubite ») de la caserne, souvent victime des bizutages de ses collègues.

## Distribution

### Acteurs principaux
- Denis Leary (VF : Lionel Tua) : Tommy Gavin
- Mike Lombardi (VF : Jérémy Prevost) : Mike Silletti
- Steven Pasquale (VF : Ludovic Baugin) : Sean Garrity
- Andrea Roth (VF : Rafaele Moutier) : Janet Gavin
- John Scurti (en) (VF : Alain Flick) : Lieutenant Kenneth « Lou » Shea
- Daniel Sunjata (VF : Tanguy Goasdoué) : Franco Rivera
- Callie Thorne (VF : Brigitte Aubry) : Sheila Keefe
- James McCaffrey (VF : Stefan Godin) : Jimmy Keefe (56 épisodes, saisons 1 à 3 puis récurrent)
- Jack McGee (VF : Jean-Pierre Gernez) : Chef Jerry Reilly (44 épisodes, saisons 1 à 4)
- Dean Winters (VF : Nicolas Marié) : Inspecteur Johnny Gavin (33 épisodes, saisons 1 à 3 puis invité)
- Diane Farr (VF : Françoise Cadol) : Laura Miles (19 épisodes, saisons 1 et 2)

### Acteurs secondaires

#### Première saison
- Natalie Distler (VF : Marie Millet) : Colleen Gavin (64 épisodes)
- Robert John Burke (VF : Guillaume Orsat) : Père Mickey Gavin (53 épisodes)
- Lenny Clarke (en) (VF : Patrick Préjean) : Oncle Teddy Gavin (53 épisodes)
- Michael Zegen (VF : Stéphane Marais) : Damian Keefe (42 épisodes)
- Jimmy Burke (VF : Philippe Peythieu) : Andrew
- Charles Durning (VF : Philippe Dumat puis Roger Carel) : Michael Gavin
- Peggy Scott (VF : Anne Rochant) : Jeannie Reilly
- Neal Jones (VF : Bernard Bollet) : Peter Reilly
- Caitlin Stollar (VF : Gwendoline Sommier) : Keela
- Paula Devicq (VF : Virginie Ledieu) : Sondra
- Ashlie Atkinson (en) (VF : Denise Metmer) : Theresa
- Michael Mulheren (en) (VF : Jean-Claude Balard) : Chief Perolli (13 épisodes, saisons 1 à 3)

#### Deuxième saison
- Bernardo De Paula (VF : Jérôme Pauwels) : Jésus Christ
- Christopher Durham (VF : Stéphane Bazin) : Père Liam Murphy
- Jessica Leccia (VF : Marjorie Frantz) : Marie Madeleine
- Noelle Beck (VF : Dominique Westberg) : Mariel
- Brette Taylor (en) (VF : Marie-Frédérique Habert) : Debbie
- Kate Burton (VF : Colette Venhard) : Rose
- Milena Govich (VF : Véronique Desmadryl) : Candy

#### Troisième saison
- Tatum O'Neal (VF : Pascale Vital) : Maggie Gavin
- Paige Turco (VF : Magali Barney) : Nell Turbody
- Timothy Adams (en) (VF : Thierry Ragueneau) : Chris
- Patti D'Arbanville (VF : Michelle Bardollet) : Ellie
- Susan Sarandon (VF : Béatrice Delfe) : Alicia Green
- Chris Bowers (VF : Laurent Mantel) : Larry « Birdy » Bird
- Marisa Tomei (VF : Sybille Tureau) : Angela Gavin
- Sherri Saum (VF : Véronique Picciotto) : Natalie
- Adam Ferrara (VF : Pierre-Jean Chérer) : Chef Nelson (50 épisodes)
- Susan Misner (VF : Barbara Beretta) : Theresa
- Lenny Venito : un gardien de prison

#### Quatrième saison
- Vincent Piazza (VF : Olivier Podesta) : Tony
- Jerry Adler (VF : Patrick Osmond) : Chef Sidney Feinberg

#### Cinquième saison
- Michael J. Fox (VF : Luq Hamet) : Dwight
- Maura Tierney (VF : Laura Blanc) : Kelly
- Karina Lombard (VF : elle-même) : Genevieve
- Kathleen Chalfant (VF : Nicole Favart) : Mère de Sean

 Source et légende : version française (VF) sur RS Doublage

## Production
Le projet de Denis Leary et Peter Tolan, ayant travaillé ensemble dans la série The Job (2001–2002 sur ABC), a débuté en septembre 2003, dont Leary tient le rôle principal. Daniel Sunjata et Steven Pasquale ont été ajoutés à la distribution fin octobre, ainsi que Jack McGee, John Scurti, Michael Lombardi, Michael Mulheren et Andrea Roth. Satisfaits du pilote, FX commande treize épisodes en janvier 2004. En juillet, Diane Farr et Lenny Clarke, vus dans The Job, décrochent des rôles.
Le pilote, diffusé sans pause commerciale, a été vu par 4,1 millions de téléspectateurs. Les cinq semaines de bonnes audiences ont eu le mérite d'un renouvellement pour une deuxième saison le 24 août 2004. Une troisième saison est commandée le 23 août 2005, une quatrième saison le 12 juillet 2006, une cinquième saison le 1er novembre 2007, et une sixième saison de 19 épisodes, qui sera la dernière, le 28 août 2009, finalement diffusée en deux parties, soit une sixième saison de dix épisodes en 2010 et une septième saison de neuf épisodes en 2011.

## Épisodes

### Première saison (2004)
| No. de série | No. de saison | Titre                                | Réalisation      | Scénario                   | Date de diffusion  | Date de diffusion |
| --- | ------------- | ------------------------------------ | ---------------- | -------------------------- | ------------------ | ----------------- |
| 01 | 01            | Nouvelle Recrue Guts                 | Peter Nolan      | Peter Tolan et Denis Leary | 21 juillet 2004    | 3 novembre 2005   |
| Tommy Gavin est pompier à New York, dans la caserne de l'unité 62, qui était en première ligne lors des attentats du World Trade Center. Aujourd'hui, c'est un homme désenchanté, bouleversé par son divorce et les apparitions du fantôme de son cousin, mort le 11 septembre 2001. Pour toute l'équipe de la caserne, la vie à proximité de Ground Zero est difficile, car tous ont vu leurs collègues mourir en luttant contre les flammes et en tentant de sauver des vies. Ils en restent profondément marqués. Mais malgré le traumatisme, les pompiers se raccrochent à leur mission : venir en aide à des personnes qui rencontrent des difficultés... |               |                                      |                  |                            |                    |                   |
| 02 | 02            | Tolérances Gay                       | John Fortenberry | Peter Tolan et Denis Leary | 28 juillet 2004    | 3 novembre 2005   |
| Tommy Gavin fait enfin la connaissance de Roger Mills, le nouveau petit ami de son ancienne épouse. Jaloux, il fait appel à son frère et à son neveu pour saboter ses affaires. Lorsque Janet lui fait part de son intention de partir en Californie avec les enfants, Tommy sombre dans l'alcool. Parallèlement, un ancien pompier, Bobby Teff, révèle dans un journal qu'il est homosexuel et que de nombreux pompiers, dont certains sont morts lors des attentats du 11 septembre, étaient gays. Reilly, le chef de la caserne, tente de calmer l'agitation qui naît parmi ses hommes en convoquant Bobby à une entrevue...                                |               |                                      |                  |                            |                    |                   |
| 03 | 03            | Conséquences Kansas                  | John Fortenberry | Peter Tolan et Denis Leary | 4 août 2004        | 10 novembre 2005  |
| Tommy est loin d'être remis de son divorce. Toujours aigri, il s'est mis en tête de transformer la vie du nouveau petit ami de son ex-femme en un véritable enfer. Il commence par mettre en péril l'entreprise de son rival, le poussant au bord de la ruine. De son côté,Reilly, le chef de la caserne, se demande s'il va être suspendu : il a eu une violente altercation avec un de ses collègues. Les deux hommes en sont venus aux mains et leurs supérieurs veulent les sanctionner pour ce comportement irresponsable. Quant à Lou, il décide de partager ses poèmes. Mal lui en prend...                                                             |               |                                      |                  |                            |                    |                   |
| 04 | 04            | L'Accident DNA                       | Jace Alexander   | Peter Tolan et Denis Leary | 11 août 2004       | 10 novembre 2005  |
| Tommy invite au restaurant Sheila, la veuve de son cousin mort pendant les attentats du 11 septembre. À la fin de la soirée, la jeune femme l'embrasse, ce qui embarrasse Tommy. L'ancienne petite amie de Franco se présente à la caserne et demande à le voir. Elle veut lui annoncer qu'il est le père d'une petite fille de 5 ans et qu'il va devoir s'en occuper. Franco demande à effectuer un test de paternité pour savoir si elle lui dit la vérité. Le chef Reilly, suspendu à cause de l'incident dans le bar, décide de faire appel de cette décision. Mike accepte d'aller boire un verre avec un homme qu'il a sauvé des flammes...              |               |                                      |                  |                            |                    |                   |
| 05 | 05            | Malaises Orphans                     | Jace Alexander   | Salvatore Stabile          | 18 août 2004       | 17 novembre 2005  |
| Tommy, déjà très préoccupé par son divorce, vit une expérience particulièrement difficile avec son père. Cependant, ce moment pénible lui permet enfin de mieux accepter son passé et celui de sa famille, aujourd'hui brisée. Reilly, chef de la caserne, se voit obligé de révéler son lourd secret de famille pour sauver sa carrière. Au sein de la caserne, tout le monde est très surpris par cette révélation. De son côté, Franco, victime d'un accident, est contraint de prendre une décision cruciale concernant la garde de sa fille. Malgré leurs soucis personnels, les soldats du feu se tiennent prêts pour une intervention...                |               |                                      |                  |                            |                    |                   |
| 06 | 06            | Les Entremetteuses Revenge           | Adam Bernstein   | Michael Caleo              | 25 août 2004       | 17 novembre 2005  |
| Les pompiers de la caserne tentent de convaincre Sean d'accepter un rendez-vous galant avec une fille, dont il ignore qu'il s'agit d'un travesti. Pendant ce temps, Franco se pose des questions sur son instinct paternel et essaie de savoir où sa fille a été placée. Tommy, de son côté, fait jouer ses relations à la mairie pour obtenir l'arrestation de Roger. Janet rend visite à son ancien mari pour qu'il cesse de harceler Roger. Cela ne fait que renforcer Tommy dans son désir de voir son rival finir en prison. Il demande même à ce qu'il soit passé à tabac. C'est alors que Janet fait une rencontre désagréable...                       |               |                                      |                  |                            |                    |                   |
| 07 | 07            | Les Pompiers du calendrier Butterfly | Adam Bernstein   | Robert Krausz              | 1er septembre 2004 | 24 novembre 2005  |
| Tommy a vraiment besoin de vacances. Son chef Reilly lui suggère de prendre congé de la caserne, mais d'une bien étrange façon, puisqu'il l'aiguille vers les services sociaux. Alors qu'il est en train d'aider son voisin à faire des travaux dans sa maison, celui-ci lui donne quelques conseils pour l'aider à apaiser un peu ses relations familiales. Contre toute attente, Tommy fait le premier pas pour se réconcilier avec sa femme, Janet, qui n'en demandait pas tant. Le pompier est soulagé, car les conflits qui l'opposaient à Janet lui pesaient beaucoup, au point d'altérer sa concentration au travail...                                 |               |                                      |                  |                            |                    |                   |
| 08 | 08            | Question de mesures Inches           | John Fortenberry | Stephen Belber             | 8 septembre 2004   | 24 novembre 2005  |
| Tommy est confronté à la dégradation de l'état de santé de son père, qui vient de gagner un singe fou lors d'un pari et ne sait pas quoi en faire. Il continue également à avoir des visions de son cousin, décédé lors des attentats du 11 septembre. Cependant, il continue de raconter à Janet qu'il mène désormais une vie paisible. Elle lui annonce alors que Colleen a été exclue de l'école. Parallèlement, les pompiers se lancent un défi. Ils tentent de savoir qui est le plus viril. Alors qu'ils sont en plein séance de mesurage collectif, Franco et sa petite amie arrivent à la caserne...                                                   |               |                                      |                  |                            |                    |                   |
| 09 | 09            | Infidélités Alarm                    | John Fortenberry | Salvatore Stabile          | 15 septembre 2004  | 1er décembre 2005 |
| À la caserne, le chef Reilly doit préparer les garçons à l'arrivée d'une remplaçante. La nouvelle n'enchante personne : il n'y a jamais eu de femmes au sein de l'équipe, et les hommes de la caserne sont assez réticents à l'idée de voir cette situation changer. Ils ne peuvent s'empêcher de penser que le métier pompier est réellement réservé aux hommes. Tommy, quant à lui, apprend un secret de son ex-épouse. Il doit aussi traquer l'homme responsable de la mort de son cousin Billy, aidé de ses collègues Franco et Sean. Tout se joue lors d'une course poursuite, de laquelle personne ne sortira indemne...                                 |               |                                      |                  |                            |                    |                   |
| 10 | 10            | Pompier de charme Immortal           | Jace Alexander   | Peter Tolan et Denis Leary | 22 septembre 2004  | 1er décembre 2005 |
| Tommy, qui sort désormais avec Sheila, doit demander de l'aide à son oncle Teddy, afin d'aider financièrement son ex-femme, Janet. Il ne parvient toujours pas à se débarrasser de ses visions. Pendant ce temps, Laura Miles, la nouvelle recrue de la caserne, doit se faire accepter par toute l'équipe. Elle exige de Jerry qu'il mette à sa disposition une douche qui lui soit réservée. Mike obtient une promotion qui pourrait remettre beaucoup de choses en question. Enfin, Tommy propose de jouer l'intermédiaire afin de réconcilier Colleen et Jennifer, alors qu'Andrew s'excuse pour avoir frappé Mike...                                      |               |                                      |                  |                            |                    |                   |
| 11 | 11            | Cohabitations Mom                    | Jace Alexander   | Peter Tolan et Denis Leary | 29 septembre 2004  | 8 décembre 2005   |
| Tommy doit secourir son père, car une tragédie est survenue dans sa famille. Il appréhende beaucoup les retrouvailles avec sa famille, lui qui doit courageusement combattre le feu et défier la mort tous les jours lors de ses interventions. Il aimerait mettre un peu d'ordre dans sa vie, car il ne sait plus où il en est. Parler avec son père pourra-t-il l'aider ? Lou avoue son infidélité à son épouse et est surpris de sa réaction. Après ces révélations, le couple doit prendre une décision sur son avenir. Les pompiers doivent par ailleurs rester prêts pour de nouvelles interventions...                                                  |               |                                      |                  |                            |                    |                   |
| 12 | 12            | Liaisons Leaving                     | Jace Alexander   | Peter Tolan et Denis Leary | 6 octobre 2004     | 8 décembre 2005   |
| Pour rendre plus excitante la rencontre de hockey qui doit opposer policiers et pompiers dans le cadre d'un hommage aux victimes du 11 septembre, un ami de Tommy propose d'engager un collègue qui a battu trois agents de police. Alors que les choses deviennent sérieuses entre Lou et Sondra et que Mike décide de s'occuper des problèmes d'alimentation de Theresa, Franco suggère à Sean de quitter Carol, qui lui reproche de mal embrasser. Sur le champ de courses, Arlo gagne plein d'argent, qu'il offre à Janet et Sheila, alors que Tommy cherchait vainement à aider financièrement son ancienne épouse...                                     |               |                                      |                  |                            |                    |                   |
| 13 | 13            | Point de non-retour Sanctuary        | Peter Nolan      | Peter Tolan et Denis Leary | 13 octobre 2004    | 8 décembre 2005   |
| Tommy n'arrive pas à se remettre de la mort de son cousin lors des attentats du 11 septembre. Le temps n'arrange rien, il se sent au contraire de plus en plus perturbé. Pendant qu'il participe à un match de hockey dans l'équipe de la caserne, ses collègues découvrent l'identité de sa nouvelle petite amie. Cette nouvelle les surprend, mais ils s'efforcent de garder leur réserve. Pendant une intervention, au milieu des flammes, Tommy est de nouveau rattrapé par ses démons. Le voyant en difficulté, Franco lui vient en aide, avec des conséquences inattendues et fort déplaisantes...                                                       |               |                                      |                  |                            |                    |                   |

### Deuxième saison (2005)
| No. de série | No. de saison | Titre                                 | Réalisation      | Scénario                   | Date de diffusion | Date de diffusion |
| --- | ------------- | ------------------------------------- | ---------------- | -------------------------- | ----------------- | ----------------- |
| 14 | 01            | Profil bas Voicemail                  | Jace Alexander   | Peter Tolan et Denis Leary | 21 juin 2005      | 5 janvier 2006    |
| Tommy, pompier à New York, doit faire face au kidnapping de ses enfants par son ex-femme. De plus, la veuve de son cousin, mort pendant les attentats du 11 septembre, découvre qu'elle est enceinte du défunt et lui demande de l'aide. |               |                                       |                  |                            |                   |                   |
| 15 | 02            | Harmonie Harmony                      | Jace Alexander   | Peter Tolan et Denis Leary | 28 juin 2005      | 5 janvier 2006    |
| Pour avoir plus de temps afin de rechercher son ex-femme et ses enfants, Tommy rejoint la caserne de Barbershop Quartet, plus calme que celle du FDNY. Lou, son ancien collègue, et Reilly, son ancien chef, souhaitent son retour, mais le reste de l'équipe de la caserne du FDNY n'est pas mécontent de son remplacement.                   |               |                                       |                  |                            |                   |                   |
| 16 | 03            | Retour au bercail Balls               | John Fortenberry | Peter Tolan et Denis Leary | 5 juillet 2005    | 12 janvier 2006   |
| Le vote de son ancienne équipe va déterminer le retour de Tommy à la caserne du FDNY. Celui-ci se réconcilie enfin avec son père. Franco, son ancien collègue, et Laura, la nouvelle recrue, entâment une relation plus poussée. |               |                                       |                  |                            |                   |                   |
| 17 | 04            | Esprit de famille Twat                | John Fortenberry | Peter Tolan et Denis Leary | 12 juillet 2005   | 12 janvier 2006   |
| Tommy, anéanti par son divorce, demande de l'aide au fantôme de son cousin mort pendant les attentats du 11 septembre, car il veut comprendre d'où viennent ses visions. L'équipe de la caserne du FDNY essaie d'aider la nouvelle, Laura, à s'intégrer dans cet univers si masculin.                                                          |               |                                       |                  |                            |                   |                   |
| 18 | 05            | La famille s'agrandit Sensitivity     | Peter Tolan      | Peter Tolan et Denis Leary | 19 juillet 2005   | 19 janvier 2006   |
| Avec l'aide de sa fille aînée, Tommy a la chance d'espérer retrouver ses autres enfants, kidnappés par son ex-épouse. Jerry, lui aussi pompier à la caserne du FDNY, demande de l'aide à son fils, afin de surmonter la maladie de sa femme.                                                                                                   |               |                                       |                  |                            |                   |                   |
| 19 | 06            | Instaurer le dialogue Reunion         | Peter Tolan      | Peter Tolan et Denis Leary | 26 juillet 2005   | 19 janvier 2006   |
| Tommy essaie toujours de récupérer ses enfants kidnappés par son ex-femme, tout en cherchant la vérité sur sa nouvelle petite amie, Sheila. Les autres pompiers de la caserne du FDNY ont eux aussi des problèmes personnels : Sean avec sa petite amie, et Lou avec la personne qu'il a sauvée par un don de moelle.                          |               |                                       |                  |                            |                   |                   |
| 20 | 07            | Vices cachés Shame                    | Jace Alexander   | Evan Reilly                | 2 août 2005       | 26 janvier 2006   |
| Pompier à la caserne du FDNY, Tommy doit faire face à un jeune garçon qui s'accroche à lui après qu'il lui ait sauvé la vie lors d'un feu. Son collègue Franco fait appel à un groupe de soutien pour parvenir à affronter ses problèmes familiaux, pendant que Jerry rencontre le petit ami de son fils gay.                                  |               |                                       |                  |                            |                   |                   |
| 21 | 08            | Une fête trop gay Believe             | Jace Alexander   | Evan Reilly                | 9 août 2005       | 26 janvier 2006   |
| Jerry convainc l'équipe de la caserne du FDNY de s'occuper de la fête d'anniversaire du petit ami de son fils. Les autres pompiers Tommy, Mariel, Franco et Laura ont des relations conflictuelles. De son côté, Sheila, l'ex petite amie de Tommy, essaie de le rendre jaloux en ignorant sa nouvelle conquête.                               |               |                                       |                  |                            |                   |                   |
| 22 | 09            | Anxiolytiques et Conséquences Rebirth | Jefery Levy      | Peter Tolan et Denis Leary | 16 août 2005      | 2 février 2006    |
| Alors que l'équipe de la caserne du FDNY se pose des questions sur la sexualité de Mike, Sean se mêle de la relation entre ses collègues Franco et Laura. De son côté, Tommy découvre que son ex-épouse, Janet, prend des antidépresseurs et les lui confisque.                                                                                |               |                                       |                  |                            |                   |                   |
| 23 | 10            | Tout un poème Brains                  | Jefery Levy      | Mike Martineau             | 23 août 2005      | 2 février 2006    |
| Des disputes éclatent au sein de la caserne du FDNY, entre les pompiers Tommy, Johnny, Mickey et Murphy. Leur collègue Jerry doit trouver une nurse pour sa fille, alors que Lou, lui aussi pompier, rencontre sur le net une certaine Candy.                                                                                                  |               |                                       |                  |                            |                   |                   |
| 24 | 11            | Saloperies Bitch                      | John Fortenberry | John Scurti                | 30 août 2005      | 9 février 2006    |
| Sheila demande à Tommy d'aller discuter avec Damien, qui veut maintenant devenir pompier. Pendant ce temps, Franco croise Laura avec un autre homme et devient jaloux. |               |                                       |                  |                            |                   |                   |
| 25 | 12            | Trop beau pour être vrai Happy        | John Fortenberry | Peter Tolan et Denis Leary | 6 septembre 2005  | 9 février 2006    |
| Tommy, toujours très perturbé par les visions de son cousin, veut mettre un terme aux différents qui l'opposent à son ex-épouse, Janet. De plus, la famille de Tommy va toucher un énorme héritage et sa sœur lui rend visite. |               |                                       |                  |                            |                   |                   |
| 26 | 13            | Justice                               | Peter Tolan      | Peter Tolan et Denis Leary | 13 septembre 2005 | 9 février 2006    |
| Toute la caserne du FDNY doit partir éteindre un feu énorme et très dangereux, alors que tous les pompiers doivent faire face à leurs propres problèmes: la femme de Jerry est gravement malade, Sean a une crise de foi, la petite amie de Lou lui révèle qui elle était dans son passé, et Tommy doit faire face à une tragédie personnelle. |               |                                       |                  |                            |                   |                   |

### Troisième saison (2006)
| No. de série | No. de saison | Titre                                      | Réalisation      | Scénario                   | Date de diffusion | Date de diffusion |
| --- | ------------- | ------------------------------------------ | ---------------- | -------------------------- | ----------------- | ----------------- |
| 27 | 01            | Défense de fumer Devil                     | Peter Tolan      | Denis Leary et Peter Tolan | 30 mai 2006       | 1er février 2007  |
| Janet a rompu tout contact avec Tommy depuis le décès de leur fils. Elle accepte enfin une entrevue avec lui mais refuse de lui parler du nouvel homme de sa vie. De son côté, Tommy est choqué lorsqu'il découvre l'identité de l'« amoureuse » de son neveu de 16 ans. Quant à l'oncle Teddy, accusé de meurtre, il sabote les tentatives pour le sortir de prison. |               |                                            |                  |                            |                   |                   |
| 28 | 02            | Justice Discovery                          | Peter Tolan      | Denis Leary et Peter Tolan | 6 juin 2006       | 1er février 2007  |
| Un soir où les hommes sont de sortie, Franco est intrigué par une très belle femme d'âge mûr (interprétée par Susan Sarandon), tandis que Tommy rencontre une jeune femme blonde qui a une manie très ennuyeuse. Le chef Reilly demande une aide financière à Lou lorsqu'il se rend compte que son salaire ne suffira pas à payer les soins de son épouse, qui souffre de la maladie d'Alzheimer. Tommy fait une douloureuse découverte lors de la fête d'anniversaire des 83 ans de son père qui, du coup, finit très mal. |               |                                            |                  |                            |                   |                   |
| 29 | 03            | Torture                                    | Jace Alexander   | Evan Reilly                | 13 juin 2006      | 1er février 2007  |
| Tommy passe un curieux marché avec le professeur de sciences de son neveu. L'équipe commence à remarquer que Lou est fragile émotionnellement, tandis qu'Alicia met Franco dans une position inconfortable en lui offrant des cadeaux de grande valeur. Tommy prend plaisir à tourmenter Sean, qui pense que sa relation avec Maggie est toujours un secret. |               |                                            |                  |                            |                   |                   |
| 30 | 04            | Tension Sparks                             | Jace Alexander   | Denis Leary et Peter Tolan | 20 juin 2006      | 1er février 2007  |
| À la suite d'une décision de dernière minute pour intervenir sur un accident de bus scolaire, la brigade est en proie à de vives critiques au sein de la communauté. Tommy et Janet décident de négocier leur rupture en adultes responsables, mais la tension monte rapidement lors de leur entrevue. Sheila propose à Tommy de lui faire un enfant pour perpétuer le nom de Gavin, mais celui-ci a une autre idée en tête.                                                                                                |               |                                            |                  |                            |                   |                   |
| 31 | 05            | MST Chlamydia                              | John Fortenberry | Evan Reilly                | 27 juin 2006      | 8 février 2007    |
| La rencontre fortuite de Sheila avec l'ex femme de Johnny, Angie (Marisa Tomei) incite Tommy à prendre une petite revanche sur son frère. La présence de Maggie (Tatum O'Neal) éloigne Sean et Tommy l'un de l'autre, tandis qu'Alicia commence à représenter une menace pour la vie de Franco. |               |                                            |                  |                            |                   |                   |
| 32 | 06            | Zombie Zombies                             | John Fortenberry | Denis Leary et Peter Tolan | 11 juillet 2006   | 8 février 2007    |
| Lou est choqué après un incendie sur lequel il est intervenu avec Franco. Quant à Sean, il a des démêlés avec la justice après avoir accidentellement pris un traitement médical inadapté. La relation entre Janet et Tommy évolue de façon inattendue. |               |                                            |                  |                            |                   |                   |
| 33 | 07            | Petites Vengeances en famille Satisfaction | Ken Girotti      | Denis Leary et Peter Tolan | 18 juillet 2006   | 8 février 2007    |
| Tommy et Franco apprennent que Jerry a un autre boulot et ils décident de lui mener la vie dure. Tommy et Angie progressent à grands pas pour rendre Janet et Johnny jaloux. Sean a une idée qui sort de l'ordinaire afin que Maggie continue à s'intéresser à lui. |               |                                            |                  |                            |                   |                   |
| 34 | 08            | Retour de bâton Karate                     | Ken Girotti      | Evan Reilly                | 25 juillet 2006   | 15 février 2007   |
| Lou a recours à des techniques new−age et décide de faire un ultime effort pour changer de comportement, pendant que Sean et Maggie prennent une décision surprenante. Tommy et Angie décident de continuer à se fréquenter, ce qui débouche sur une confrontation embarrassante avec Janet. |               |                                            |                  |                            |                   |                   |
| 35 | 09            | Révélations Pieces                         | Jace Alexander   | Denis Leary et Peter Tolan | 1er août 2006     | 15 février 2007   |
| Sean se heurte à quelques problèmes lorsqu'il demande au père de Maggie la main de sa fille. Tommy commence à se rend compte que le futur de sa brigade est peut-être en péril. Alors que Johnny veut le voir en face à face pour lui annoncer une nouvelle douloureuse. |               |                                            |                  |                            |                   |                   |
| 36 | 10            | Morts anonymes Retards                     | Jace Alexander   | Evan Reilly                | 8 août 2006       | 15 février 2007   |
| Tommy rend visite à Janet pour discuter de sa grossesse, l'entrevue s'achève sur une confrontation émouvante avec Johnny. Teddy essaie d'aider le frère de sa nouvelle petite amie qui est handicapé mental. Tommy reste au chevet d'un sapeur pompier grièvement blessé. |               |                                            |                  |                            |                   |                   |
| 37 | 11            | Vieillir ensemble Twilight                 | John Fortenberry | John Scurti                | 15 août 2006      | 22 février 2007   |
| Après une discussion amère au sujet de leur situation familiale, le père de Tommy disparaît. Tommy est écœuré par la dernière lubie amoureuse de Lou, tandis que la rencontre désastreuse entre Sean, Maggie et le prêtre local met en péril leur prochain mariage. La nouvelle femme qui est entrée dans la vie de Jerry le met en danger. |               |                                            |                  |                            |                   |                   |
| 37 | 12            | Un mariage, un enterrement Hell            | Peter Tolan      | Denis Leary et Peter Tolan | 22 août 2006      | 22 février 2007   |
| Tommy et Janet affrontent ensemble la soudaine tragédie qui touche la famille Gavin. La brigade commence à se poser des questions lorsque Jerry ne se présente pas au travail. Mike recherche des conseils au sujet de sa sexualité, tandis que Maggie surprend Sean au sujet de leur mariage. |               |                                            |                  |                            |                   |                   |
| 39 | 13            | Le Nouveau Chef Beached                    | Peter Tolan      | Denis Leary et Peter Tolan | 29 août 2006      | 2007              |
| Tommy promet d'aider Janet qui attend un bébé, tout en lui cachant qu'il s'apprête à démarrer une nouvelle vie avec Sheila. Franco rend visite à sa fille Keela et se rend ainsi compte de la manière dont Alicia l'élève. Pendant ce temps, plusieurs membres de la brigade s'apprêtent à quitter la caserne. |               |                                            |                  |                            |                   |                   |

### Quatrième saison (2007)
| No. de série | No. de saison | Titre                              | Réalisation      | Scénario                                | Date de diffusion | Date de diffusion |
| --- | ------------- | ---------------------------------- | ---------------- | --------------------------------------- | ----------------- | ----------------- |
| 40 | 01            | Arnaque Baby Face                  | Peter Tolan      | Denis Leary et Peter Tolan              | 13 juin 2007      | 2008              |
| Profondément déstabilisée, Janet vient à peine de donner naissance à son petit garçon qu'elle craint déjà que le bébé ne lui préfère Tommy. Mais dans l'immédiat, celui-ci a d'autres problèmes à gérer. Il est en effet soupçonné d'avoir lui-même mis le feu à la maison de la plage. De surcroît, le pompier volontaire qui l'a sauvé des flammes, une charmante jeune femme, n'hésite pas à lui faire savoir de manière provocante qu'il ne la laisse pas indifférente. De son côté, Richie insiste pour que Franco épouse Natalie, tandis que Jerry demande à son père d'être son témoin au mariage. Lou et Theresa se laissent distraire lors de la cérémonie religieuse...           |               |                                    |                  |                                         |                   |                   |
| 41 | 02            | Fugue Tuesday                      | Jace Alexander   | Denis Leary et Peter Tolan              | 20 juin 2007      |                   |
| Tommy commence à s'inquiéter au sujet de l'enquête dont il est l'objet. Et s'il était condamné en justice pour l'incendie de la maison de la plage ? L'oncle Teddy, lui, va beaucoup mieux. Le voilà prêt à sortir de prison. La mère de Mike lui demande de lui rendre un service au-dessus de ses forces... |               |                                    |                  |                                         |                   |                   |
| 42 | 03            | Coup tordu Commitment              | Jace Alexander   | Evan Reilly                             | 27 juin 2007      |                   |
| Tommy rencontre Colleen, en compagnie de son nouveau petit ami. Il est hors de lui et ne cache pas son mécontentement. Ils ont une vive discussion. Jerry vient d'apprendre qu'il a échoué à ses épreuves physiques. Il se retrouve affecté à un emploi de bureau. Sheila fréquente l'homme qui l'a sortie de la maison de la plage. De son côté, Tommy évite Nona, le pompier volontaire qui l'a tiré des flammes. Mike attend des conseils de Tommy car sa mère, mourante, lui a demandé de mettre un terme à ses souffrances. Mike ne sait pas comment réagir à cette terrible demande. Il se sent tiraillé entre le respect d'une certaine éthique et sa volonté de soulager sa mère... |               |                                    |                  |                                         |                   |                   |
| 43 | 04            | Héros au bout du rouleau Pussified | Jace Alexander   | Denis Leary et Peter Tolan              | 11 juillet 2007   |                   |
| L'équipe est sous le choc de la mort de Jerry. Franco envisage de demander à Natalie de l'épouser et Sean force Maggie à affronter ses problèmes d'alcool... |               |                                    |                  |                                         |                   |                   |
| 44 | 05            | Nouveau Chef Black                 | Jace Alexander   | Mike Martineau                          | 18 juillet 2007   |                   |
| La mort tragique du malheureux Jerry est encore dans tous les esprits. Pourtant, il faut bien poursuivre le travail et un nouveau chef est rapidement désigné pour diriger l'équipe : il s'agit de Sidney Feinberg. Puis les soucis du quotidien finissent par reprendre le dessus. Sean, de plus en plus inquiet, essaie de convaincre Maggie de ne pas demander le divorce. Il regrette déjà de l'avoir sermonnée à propos de son alcoolisme chronique. De son côté, Tommy se retrouve dans une position embarrassante. Enfin, tandis que Franco se sent enfin prêt à demander Natalie en mariage, Sheila fait à Janet une proposition des plus étonnantes...                             |               |                                    |                  |                                         |                   |                   |
| 45 | 06            | Sans nom Balance                   | Don Scardino     | Evan Reilly                             | 25 juillet 2007   |                   |
| Tommy et Janet sont contraints de faire face à ce qu'ils viennent de découvrir au sujet du bébé. De son côté, Sean finit par découvrir un secret que Mike tentait de lui cacher... |               |                                    |                  |                                         |                   |                   |
| 46 | 07            | L'Enfant de trop Seven             | Don Scardino     | Denis Leary et Peter Tolan              | 1er août 2007     |                   |
| L'équipe doit faire face à un incendie dévastateur. Plusieurs personnes au sein de la caserne se montrent profondément bouleversées par l'événement. Les nerfs de chacun sont mis à rude épreuve. Tommy s'avère plus déstabilisé qu'il ne le croyait en ce qui concerne le bébé. De son côté, Troy se sépare de Sheila, pendant que Lou prend une décision importante au sujet de Theresa. Pendant ce temps, Sean finit par s'excuser du terrible drame dont il est à l'origine. Mais Mike pourra-t-il lui pardonner d'avoir incendié la maison de sa mère ? |               |                                    |                  |                                         |                   |                   |
| 47 | 08            | Seuls Solo                         | Ken Girotti      | Denis Leary, Peter Tolan et Evan Reilly | 8 août 2007       |                   |
| Janet est à cran et elle décide de se venger lorsqu'elle apprend ce que Tommy a fait du bébé. Alors que Keela et Alicia sont revenus, Franco doit remettre en question la proposition de mariage qu'il a faite à Natalie. Malmené de tous côtés, Tommy affronte ses propres fantômes... |               |                                    |                  |                                         |                   |                   |
| 48 | 09            | Coups de blues Animal              | Ken Girotti      | Evan Reilly                             | 15 août 2007      |                   |
| La femme mystérieuse que Tommy a croisée au restaurant ne l'aide pas à clarifier la situation. L'attitude invraisemblable de cette inconnue ainsi que les propos échangés le laissent totalement sur sa faim. Mais Tommy s'engage maintenant à tout faire pour en savoir davantage. De son côté, Janet décide avec fermeté de prendre les choses en main afin de récupérer ce bébé qui est le sien. Cependant, les difficultés s'accumulent et le désespoir guette la jeune mère... |               |                                    |                  |                                         |                   |                   |
| 49 | 10            | Le temps se couvre High            | John Fortenberry | Denis Leary et Peter Tolan              | 22 août 2007      |                   |
| Déterminé comme il ne l'a encore jamais été, Tommy entreprend de verser de l'argent à Colleen. Il estime que cette dernière est en mesure de lui révéler de précieuses informations au sujet de Janet. Colleen se montre surprise par l'opiniâtreté de Tommy. De son côté, Franco parvient à découvrir la vérité au sujet de Natalie... |               |                                    |                  |                                         |                   |                   |
| 50 | 11            | Amende honorable Cycle             | John Fortenberry | John Scurti                             | 29 août 2007      |                   |
| Tommy accepte un autre rendez-vous avec Beth. Malgré le malaise qui l'étreint, il agit ainsi pour le seul bien de l'équipe. De son côté, Franco Rivera réalise peu à peu ce qu'il vient de perdre. Une profonde amertume s'empare de lui. Pendant ce temps, Latrina montre, avec tact et détermination, qu'elle sait comment rendre Lou extrêmement heureux... |               |                                    |                  |                                         |                   |                   |
| 51 | 12            | Dieux et Fantômes Keefe            | Jace Alexander   | Denis Leary, Peter Tolan et Evan Reilly | 5 septembre 2007  |                   |
| Tommy s'amuse à jouer les héros en ayant endossé la tenue de quelqu'un d'autre. Un petit jeu malvenu qui sème la confusion au sein de la caserne. De son côté, Colleen montre une fois de plus qu'elle est très fragile sentimentalement. C'est Tommy qui en fait justement les frais. De son côté, Natalie se tourne vers Franco afin d'obtenir une nouvelle faveur. Se sentant en pleine forme, Tommy tente sa chance avec la fille du chef. Mais celui-ci n'apprécie guère... |               |                                    |                  |                                         |                   |                   |
| 52 | 13            | Un match, une vie Yaz              | Jace Alexander   | Denis Leary, Peter Tolan et Evan Reilly | 12 septembre 2007 |                   |
| Colleen reproche ouvertement à Tommy l'échec de leur relation. De leur côté, Franco et Natalie finissent par trouver un accord. Quant à Tommy, il passe beaucoup de temps avec son père... |               |                                    |                  |                                         |                   |                   |

### Minisodes (2008)
1. Titre français inconnu (Fast)
2. Titre français inconnu (Fantasy)
3. Titre français inconnu (Criteria)
4. Titre français inconnu (Juiced)
5. Titre français inconnu (Spelling)
6. Titre français inconnu (Supreme)
7. Titre français inconnu (Sandwich)
8. Titre français inconnu (Clue)
9. Titre français inconnu (Sweat)
10. Titre français inconnu (Smoke)

### Cinquième saison (2009)
1. Famille je vous hais (Baptism)
2. Bon pour le service (French)
3. Abstinence (Wine)
4. Jimmy (Jimmy)
5. Sheila (Sheila)
6. Divergences (Perspective)
7. La Guerre des mondes (Play)
8. Réunion de famille (Iceman)
9. Être ou ne pas être (Thaw)
10. Vieilles rancœurs (Control)
11. Révélations (Mickey)
12. Retour au bercail (Disease)
13. Souffrances (Torch)
14. Combats (Wheels)
15. Initiation (Initiation)
16. Carpe diem (Clean)
17. Lesbiennes (Lesbos)
18. Carotte (Carrot)
19. Mon meilleur ami (David)
20. Femmes je vous aime (Zippo)
21. Le Grand Saut (Jump)
22. Qui sème le vent… (Drink)

### Sixième saison (2010)
| No. de série | No. de saison | Titre                           | Réalisation        | Scénario                   | Date de diffusion |
| ------------ | ------------- | ------------------------------- | ------------------ | -------------------------- | ----------------- |
| 75           | 01            | Héritage Legacy                 | Peter Tolan        | Denis Leary et Peter Tolan | 26 juin 2010      |
| 76           | 02            | L'Incompris Change              | Peter Tolan        | Denis Leary et Evan Reilly | 6 juillet 2010    |
| 77           | 03            | Le Grand Retour Comeback        | Constantine Makris | Evan Reilly                | 13 juillet 2010   |
| 78           | 04            | Enfer et Paradis Breakout       | Constantine Makris | Evan Reilly                | 20 juillet 2010   |
| 79           | 05            | Blackout                        | Peter Tolan        | Denis Leary et Peter Tolan | 27 juillet 2010   |
| 80           | 06            | Une question de Karma Sanctuary | Valerie Harrington | Denis Leary et Evan Reilly | 3 août 2010       |
| 81           | 07            | Héros sans caserne Forgiven     | John Fortenberry   | Denis Leary et Evan Reilly | 10 août 2010      |
| 82           | 08            | Destins croisés Cowboy          | John Fortenberry   | Denis Leary et Peter Tolan | 17 août 2010      |
| 83           | 09            | Dilemmes Good-Bye               | John Fortenberry   | Denis Leary et Evan Reilly | 24 août 2010      |
| 84           | 10            | L'Hommage A.D.D.                | Peter Tolan        | Denis Leary et Peter Tolan | 31 août 2010      |

### Septième saison (2011)
1. M'man (Mutha)
2. Menstruation (Menses)
3. Presse (Press)
4. Brownies (Brownies)
5. Tête (Head)
6. 344 (344)
7. Letters (Jeter)
8. Vœux (Vows)
9. Poussière (Ashes)